# 暗順応

瞳孔の拡張の様子

視覚系における順応（じゅんのう、英: adaptation）とは、明るさのレベルの状況に合わせて感度を変える機能。動物の自律機能である順応のひとつ。明るいレベルから暗いレベルへの変化に合わせて感度を上げることは暗順応（あんじゅんのう、英: dark adaptation）と呼び、暗いレベルから明るいレベルへの変化に合わせて感度を下げることは明順応（めいじゅんのう、英: light adaptation）と呼ぶ。

## 明所視 / 暗所視
ヒトの目の網膜には、光量の高いレベルで働く錐体細胞と、光量の低いレベルで働く高感度の桿体細胞という、2種類の視細胞がある。光量が充分にある状況では、錐体のみが働き、桿体は視覚に寄与しない。このような明るいレベルでの視覚の状態を明所視（めいしょし, 英: photopic vision）と呼ぶ。桿体のみが働く暗いレベルでの視覚の状態を暗所視（あんしょし, 英: scotopic vision）と呼ぶ。明所視から暗所視に切り替わることが暗順応であり、暗所視から明所視に切り替わることが明順応である。なお、明所視と暗所視の中間の、錐体も桿体も働くような光量レベルでの視覚の状態は薄明視（はくめいし, 英: mesopic vision）と呼ばれる。

## 目の順応（ヒト）
眼球の虹彩を収縮して瞳孔を広げ、水晶体を通る光量を増やすよう調整する作用のこと。
周囲の明るさに応じて桿体細胞と錐体細胞の切り替えにより、網膜の感度が変わること。
角膜、水晶体、硝子体を通過した光は、網膜にある視細胞で化学反応を経て電気信号に変換される。視細胞には、明暗のみに反応する約1億2000万個の桿体細胞と、概ね3種とされる色彩（波長）に反応する約600万個の錐体細胞がある。光量が多い環境では主として錐体細胞の作用が卓越し、逆に光量が少ない環境では、桿体の作用が卓越する。夜間などに色の識別が困難になり明暗のみに見えるのは、反応する桿体の特性である。
桿体、錐体ともに一度化学反応をすると、再び反応可能な状態に復帰するまでにはある程度の時間が必要である。視界中の光量が急減した場合に一時的に視覚が減退するのは、明所視中において桿体細胞内のロドプシンのほとんどが分解消費してしまっており、桿体細胞が速やかな反応のできない状態になっているからである。暗い環境の中で時間が経過すると、ロドプシンが合成されて桿体細胞が再び反応できるようになり、視覚が働くようになる。
明順応に対し、暗順応に時間がかかるのは、ロドプシン合成の方がロドプシン分解に比べて長い時間を要するためである。
なお、人種間で輝度や色彩の知覚に関して違いがあると言われている。桿体・錐体の反応する主波長が異なる為だとされ、これはそれぞれの人種を対象とした研究論文間の比較や、国際的に出荷される工業製品の開発現場での経験的知見である。しかしながら、人種ごとの依存性を統計的・臨床的に調査し、その内容に適切な査読と追試が行われ認められたものは存在しないとされる。

## 実生活における明／暗順応

ヒトのロドプシン（点線）と3つのフォトプシンの平均吸収スペクトル。点線（桿体のロドプシン）より長波長側（>600[nm]）でもL錐体は感度を持つ

現代では、自動車のようにヒトの通常の移動速度をはるかに超える移動手段を個人が持つようになり、そのため、このような順応がうまく機能しない例が多々ある。
たとえば昼間に自動車の運転をしていてトンネルに入ると、完全に見えなくなる。現在では燈火の点いたトンネルがほとんどであるため危険は減少しているが、往々に事故の原因となった。これに対する対応策として、トンネルに入る前に片目をつぶっておく方法がある。これは「万川集海」で忍者の秘伝として伝えられているものである。
さらに危険なのが、夜間運転で対向車のライトが目に入った場合で、暗順応している眼に強い光が照射されるために、まず目が眩み、その後明順応（数秒）が起き、それからあらためて暗順応するまでは何も見えなくなる。
天体観測や軍の夜間行軍のような暗所における行動において、器械の操作や星図、地図などの図表に視力を必要とする場合、赤色光による照明を用いる。これは、錐体と桿体の感度曲線の差（参考：プルキンエ効果）を利用し、桿体の感度の低い赤色光を用いることで桿体の飽和を防ぎつつ錐体による視力を確保する方法である。同様に、暗室内と明るい外部を行き来する必要がある場合は、赤色のサングラスをかけておくことによってロドプシンの分解を防ぐことができるため、暗順応にかかる時間を削減することができる。